# 정일룡
정일룡(1912년~1978년 1월 14일)은 조선민주주의인민공화국의 정치인이다. 최고인민회의 제1기 대의원을 역임했으며, 산업국 부국장, 산업성 부상, 조선로동당 중앙위 정치위원회 위원, 내각 부수상 겸 중공업상 등을 맡았다.